# (341) California
(341) Califòrnia és un asteroide que s'hi troba al cinturó d'asteroides; fou descobert el 25 de setembre de 1892 per Maximilian Franz Wolf des de l'observatori de Heidelberg-Königstuhl, a Alemanya. Va rebre el nom per l'estat estatunidenc de Califòrnia.
Califòrnia forma part de la família asteroidal de Flora.